# Panulirus polyphagus
Panulirus polyphagus is een tienpotigensoort uit de familie van de Palinuridae. De wetenschappelijke naam van de soort is voor het eerst geldig gepubliceerd in 1793 door Herbst.